# 波氏舌漏蛛
波氏舌漏蛛（学名：Cybaeus potanini）为并齿蛛科舌漏蛛属的动物。在中国大陆，分布于甘肃等地。该物种的模式产地在甘肃。